# آیکا هیروتا
آیکا هیروتا (انگلیسی: Aika Hirota؛ زادهٔ ۳۱ ژانویهٔ ۱۹۹۹) موسیقی‌دان اهل ژاپن است. وی از سال ۲۰۰۵ میلادی تاکنون مشغول فعالیت بوده‌است.